# San Benigno Canavese
San Benigno Canavese (San Balègn in piemontese) è un comune italiano di 6 056 abitanti della città metropolitana di Torino, in Piemonte, che dista circa 20 chilometri a nord dal capoluogo.
Il territorio del comune è compreso tra i torrenti Malone e Orco. Prevalentemente pianeggiante, comprende anche una piccola porzione della collina morenica detta Vauda.

## Storia
La storia del comune di San Benigno Canavese è strettamente legata a quella della famosa abbazia di Fruttuaria, fondata nel 1003 da Guglielmo da Volpiano.
L'abbazia, sorta in un'area all'epoca scarsamente popolata, all'interno della Selva Gerulfa, attrasse una comunità di maestranze adibite all'edificazione dell'abbazia stessa, che diede poi vita ad un centro abitato, dedito prevalentemente all'agricoltura, sotto il controllo dei medesimi abati.
Nel 1019 Fruttuaria riceve in dono l'abitato di Visigulfa, posto probabilmente in riva al torrente Malone. Questo insediamento è menzionato per l'ultima volta verso la fine del XIII secolo quando nei documenti si inizia a citare la curtis di Fruttuaria. Un altro insediamento citato talvolta nella zona è quello di Dolfia la cui collocazione dovrebbe essere stata presso il torrente Orco.
I primi statuti comunali della villa veteris di San Benigno risalgono al 1318. Nel 1368 l'abitato occupava una vasta area ed era circondato da un fossato e dotato di porte ma non di mura (a causa della sua estensione).
Nel XV secolo la situazione politica della zona portò alla fondazione del ricetto, dotato di mura, torri e porte e protetto da un fossato, addossato all'abbazia, ed al progressivo spostamento della popolazione al suo interno.
Solo a partire dal 1600 inizia un nuovo spostamento verso le aree esterne al Ricetto, in particolare la villa veteris.
Nel 1711 San Benigno, fino a quel momento sottoposto al controllo della Chiesa, viene occupato dalle truppe del duca di Savoia. Nel 1741 il Papa cede infine ufficialmente tutto il territorio comunale al ducato. L'antica abbazia venne abbattuta nel XVIII secolo per iniziativa del cardinale Carlo delle Lanze, e sostituita da quella attuale, opera degli architetti Vittone e Quarini.

### Simboli
Lo stemma è stato riconosciuto con D.P.C.M. del 15 febbraio 1952.
Il gonfalone, concesso con D.P.R. del 27 marzo 1952, è un drappo partito di rosso e di verde.

## Monumenti e luoghi d'interesse

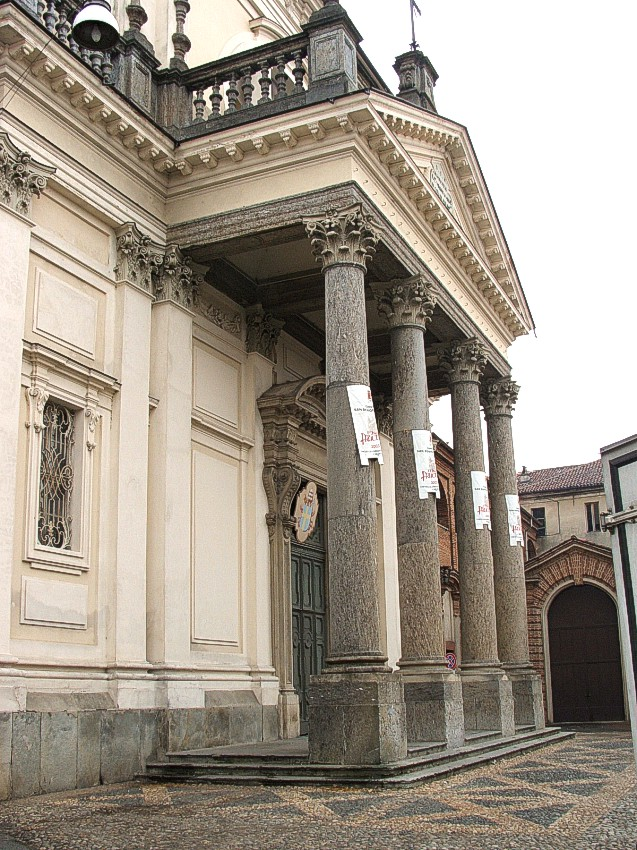
Abbazia di Fruttuaria

### Architetture religiose
- Il campanile dell'Abbazia della Fruttuaria, imponente costruzione in pietra risalente ai primi anni dell'XI secolo (il cui restauro è terminato nel 2004)
- Il mosaico dei grifoni. Considerato uno dei più notevoli esemplari di arte musiva del Piemonte, venuto alla luce insieme ai resti delle fondazioni dell'abbazia romanica. Dal 2004 è aperto al pubblico con il percorso di visita che si snoda al di sotto dell'attuale pavimento, tra ciò che rimane dell'abbazia di Guglielmo da Volpiano.
- Chiesa della Beata Vergine Assunta (parrocchiale): Costruita sul sedime della precedente chiesa abbaziale, venne consacrata il 26 marzo 1776 dal suddetto Card. Delle Lanze[7]. È impostata su un sistema a navata unica centrale con cappelle laterali con altari, transetto, presbiterio e un'abside semicircolare. Sul presbiterio è presente un ciborio che sovrasta l'altare maggiore. La facciata principale è stata realizzata con uno stile a cavallo tra il barocco e il neoclassico ed è caratterizzata da un portico che delimitata il sagrato, costituito da quattro colonne in pietra che sorreggono un importante timpano. La muratura caratterizzata dalla presenza di lesene si presenta intonacata e tinteggiata. La facciata laterale sull'esterno è in mattone paramano. Sugli altri lati la chiesa confina con il palazzo abbaziale. Internamente la chiesa è caratterizzata da una cupola centrale eretta sull'incrocio tra la navata e il transetto.

### Architetture civili
- Il ricetto: del ricetto medioevale (1400) rimangono, oltre all'assetto delle vie, una delle tre porte ed una delle torri d'angolo oltre a tracce di altre torri. Su alcune facciate si possono ancora vedere parti di finestre bifore e di decorazioni in cotto
- Le meridiane: in via Miaglia, sulla facciata di una casa, si possono ammirare quattro meridiane risalenti al 1699. L'interesse è dato dal trovare affiancati quattro diversi sistemi di misura del tempo (francese, italico, canonico, babilonese)
- Ala del Mercato: struttura in mattoni risalente al 1700

## Società

### Evoluzione demografica
Negli ultimi cinquanta anni, a partire dal 1971, la popolazione residente è raddoppiata.
Abitanti censiti

### Etnie e minoranze straniere
Secondo i dati ISTAT al 31 dicembre 2009 la popolazione straniera residente era di 313 persone. Le nazionalità maggiormente rappresentate in base alla loro percentuale sul totale della popolazione residente erano:
- Romania 197 (3,52%)
- Marocco 56 (1,00%)

## Cultura

### Musica
San Benigno Canavese è la sede della banda musicale "Vincenzo Robaudi", diventata in seguito la "General Vincent Marching Band".

Un busto dedicato al musicista è presente davanti all'ala del mercato.

## Amministrazione

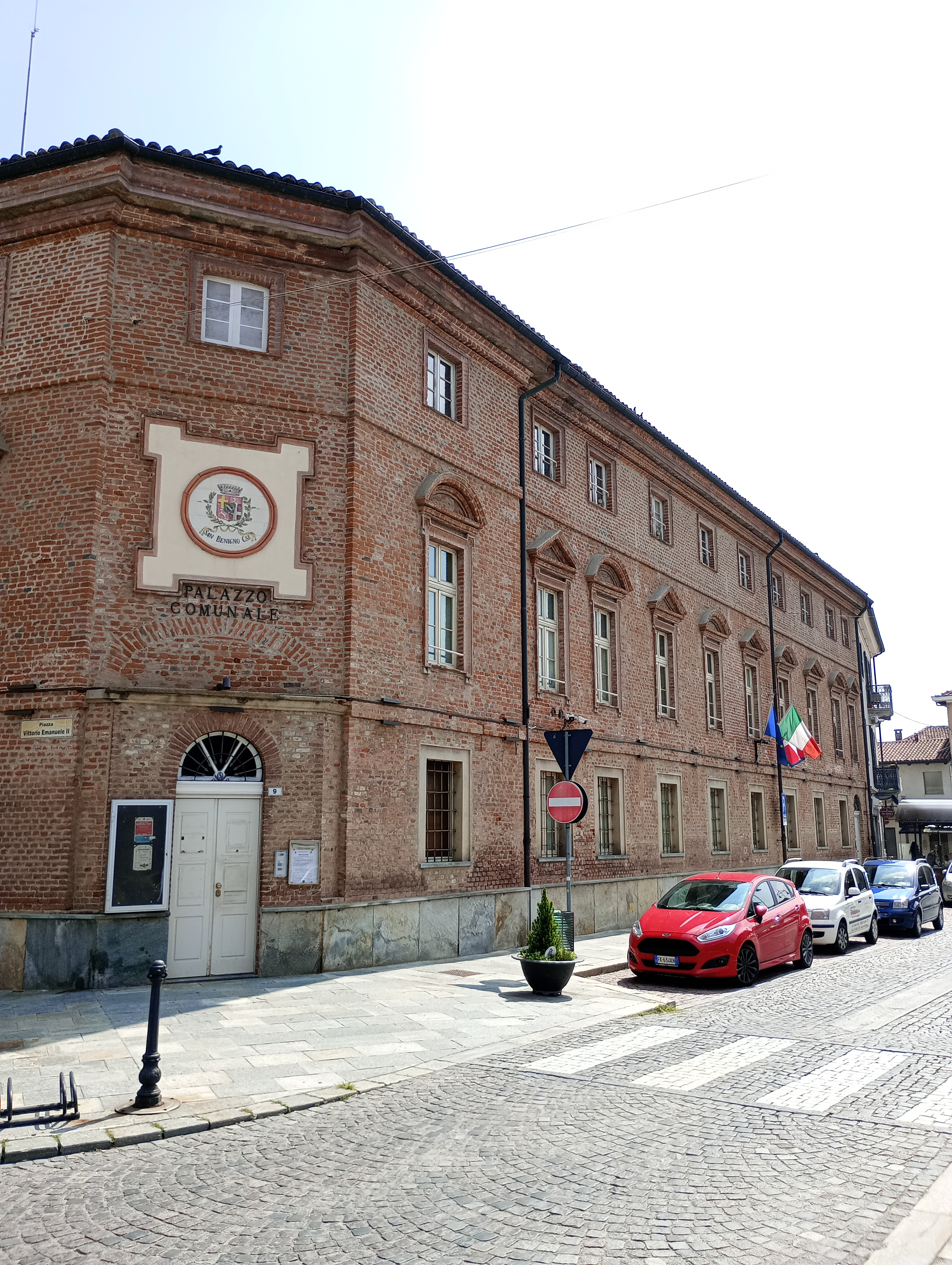
Il municipio

Di seguito è presentata una tabella relativa alle amministrazioni che si sono succedute in questo comune.
| Periodo         | Periodo          | Primo cittadino    | Partito                          | Carica  | Note  |
| --------------- | ---------------- | ------------------ | -------------------------------- | ------- | ----- |
| 3 febbraio 1988 | 25 maggio 1990   | Piera Oddonetto    | Partito Comunista Italiano       | Sindaco | [ 9 ] |
| 25 maggio 1990  | 24 aprile 1995   | Piera Oddonetto    | Partito Comunista Italiano       | Sindaco | [ 9 ] |
| 24 aprile 1995  | 14 giugno 1999   | Giancarlo Quarello | destra                           | Sindaco | [ 9 ] |
| 14 giugno 1999  | 14 giugno 2004   | Alberto Focilla    | centro-sinistra                  | Sindaco | [ 9 ] |
| 14 giugno 2004  | 8 giugno 2009    | Alberto Focilla    | lista civica                     | Sindaco | [ 9 ] |
| 8 giugno 2009   | 26 maggio 2014   | Maura Geminiani    | lista civica Impegno e progresso | Sindaco | [ 9 ] |
| 26 maggio 2014  | 27 maggio 2019   | Maura Geminiani    | lista civica Impegno e progresso | Sindaco | [ 9 ] |
| 27 maggio 2019  | 23 febbraio 2022 | Giorgio Culasso    | lista civica Impegno e progresso | Sindaco | [ 9 ] |
| 13 giugno 2022  | in carica        | Alberto Graffino   | lista civica                     | Sindaco | [ 9 ] |